# Todd Duffee
Todd Duffee, född 6 december 1985, är en amerikansk MMA-utövare som tävlar i organisationen Ultimate Fighting Championship.